# Коронация, или Последний из романов
«Коронация, или Последний из романов» («великосветский детектив») — книга Бориса Акунина из серии «Приключения Эраста Фандорина».
Борис Акунин задумал серию книг «Приключения Эраста Фандорина» как краткое изложение всех жанров детектива, каждый роман представлял собой новый жанр детектива. Данная книга описывает события в высшем обществе Российской Империи — царской семье.
Действие этого романа происходит в 1896 году, накануне и во время коронации императора Николая II. Похищен Михаил, четырёхлетний сын великого князя Георгия Александровича. Похититель, называющий себя «доктор Линд», в качестве выкупа требует «алмаз (бриллиант) граф Орлов», которым украшен императорский скипетр. Но без скипетра не может состояться коронация. Эраст Петрович Фандорин берётся спасти честь монархии.
Роман воссоздаёт трагическую атмосферу России конца XIX века и описывает коронацию Николая II (в качестве плана мероприятий, который вспоминает Зюкин) и Ходынскую катастрофу (в ней участвуют Линд, Зюкин и Фандорин).
Выпущена издательством «Захаров», как и все книги данной серии.

## Название
Словосочетание «последний из романов» может наводить на мысль, что это последняя книга из серии «Приключения Эраста Фандорина» или же последняя книга писателя. Однако данное словосочетание — это слова английского дворецкого о новом российском императоре, которыми заканчивается книга:
«Мистер Фрейби проводил взглядом раззолоченное ландо с камер-лакеями на запятках. Покачав головой, сказал: — The last of Romanoff, I’m afraid. — Тоже достал словарь, англо-русский, забормотал: — The article is out… „Last“ is „posledny“, right… „of“ is „iz“… И с непоколебимой уверенностью произнес, тщательно выговаривая каждое слово: — Последний — из — Романов».

## Сюжет
Повествование ведётся в виде дневника от имени Афанасия Зюкина, дворецкого великого князя Георгия Александровича. Роман начинается с прибытия в Москву императорского двора в связи с Коронацией на царство. Зюкин явно недоволен подготовкой и убранством, предложенным москвичами для царских особ.
По прибытии, во время прогулки, из рук гувернантки похищают младшего сына великого князя, двоюродного брата будущего императора — Михаила (Мику). Через некоторое время у семьи требуют выкуп — драгоценности (сначала дамские украшения, а затем и «Графа Орлова» из церемониального скипетра), в противном случае Мику вернут, но по частям. Члены семьи Романовых доверяют расследование Фандорину, так как дело серьёзное, щепетильное и не требует огласки.
В ходе поисков Фандорин обнаружил, что все преступные лица, связанные с доктором Линдом, имеют к нему необычайную привязанность, граничащую с любовью. Сам же Фандорин вступил в романтические отношения с великой княжной Ксенией, отчего заслужил неприязнь Зюкина.
Афанасий Зюкин всё же помогает Эрасту в расследовании, однако дворецкий попадает в заточение и пропускает коронацию, к которой так готовился и которую так ждал. Позже похищают мадемуазель Деклик — гувернантку похищенного Михаила Георгиевича. Она попадает в плен Линда, но её спасают Фандорин и Зюкин.
Зюкин и Фандорин в погоне за Линдом попадают на Ходынку. Линд кричит толпе, что где-то несправедливо раздаются подарки, от чего начинается давка (см. Трагедия на Ходынском поле), Эрасту и Афанасию чудом удается остаться в живых.
Эраст Петрович начинает догадываться, кто есть доктор Линд на самом деле, - благодаря неточности, допущенной мадемуазель Деклик в рассказе о своем заточении. Однако мальчика так и не удается спасти.

## Реальные лица в романе
Акунин несколько исказил семейные связи Романовых. Как и во всех своих произведениях, он изменил имена исторических личностей:
"Когда [я] беру исторического персонажа, слегка изменяю ему фамилию, чтобы не вводить читателя в заблуждение ложным историзмом"
Так, московским обер-полицеймейстером в книге выступает полковник Ласовский, прототипом которого был реальный Власовский, московским градоначальником — великий князь Симеон Александрович, прототипом которого является Сергей Александрович, а прототипом Изабеллы Фелициановны Снежневской является прима-балерина Матильда Феликсовна Кшесинская, имевшая тесные отношения с великими князьями.
Акунин добавил в роман и свое имя: фамилия английского дворецкого Фрейби (англ. Freyby) это написанное по-русски слово «Акунин», но с включенной англоязычной раскладкой.

## Игра
В 2010 году издательство «Мир Хобби» выпустило настольную игру по мотивам романа «Коронация или последний из романов» (10+).
Игра включает в себя мини-карту царской Москвы, фишки с портретами главных действующих лиц (5 детективов и Доктор Линд), 147 игральных карт с реальными фотографиями Москвы конца XIX века. Предназначена для игры в компании (2-6 человек), длится около 60 мин. и развивает стратегическое мышление.